# Rômulo Borges Monteiro
Rômulo Borges Monteiro, född den 19 september 1990 i Picos, Brasilien, är en brasiliansk fotbollsspelare som tog OS-silver i herrfotbollsturneringen vid de olympiska fotbollsturneringarna 2012 i London. Han spelar i ryska FK Spartak Moskva.